# 佳米高拉庙
佳米高拉庙，位于内蒙古自治区鄂尔多斯市东胜区罕台镇灶火壕村，是一座藏传佛教格鲁派寺院。

## 简介
佳米高拉庙始建于清朝中期，过去有僧舍30余间、僧人32名。原建筑已毁，1975年、1990年、2005年三次重建或扩建，到2010年代占地面积8万平方米，共15间庙，其中包括观音庙、玉皇庙、菩萨庙、福炎庙、如来庙等五大主庙及其他小庙宇和一处灯游会活动场地。
佳米高拉庙会是当地灶火壕村民众自发组织的庙会，每年农历二月十九日、七月十九日举行，至今仍持续举办。早晨，香客到庙内进香、布施，庙会会首随后诵经。此后，香客逐一与会首交流。庙会早晚各举行一场文艺活动。商贩也云集庙会。中午与晚间，庙内为香客准备斋饭。晚间，香客在庙会会首的引导下转灯会。转完灯会，庙会活动即结束。佳米高拉庙会被列为东胜区非物质文化遗产。